# Gorizia (1930)
Gorizia byl italský těžký křižník třídy Zara. Během druhé světové války sloužil v italském královském námořnictvu.

## Stavba

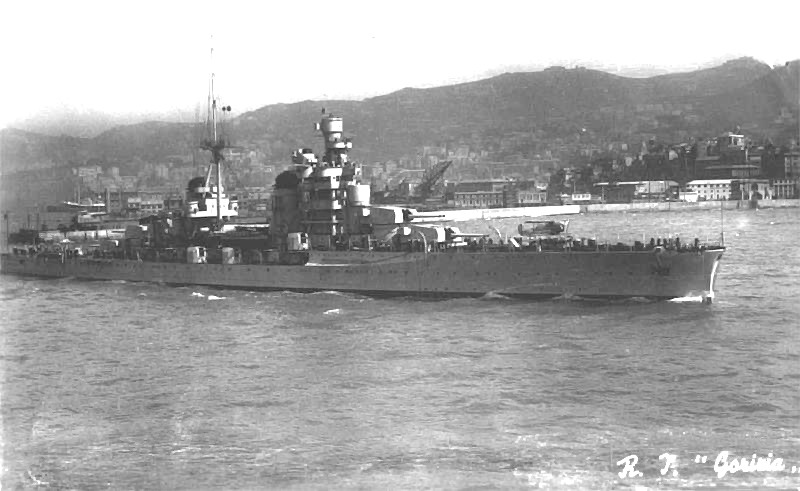
Gorizia

Kýl plavidla byl založen roku 1930 a na vodu byl spuštěn 28. prosince 1930. Křižník byl do služby přijat 23. prosince 1932. Pojmenován byl podle města Gorizia.

## Služba

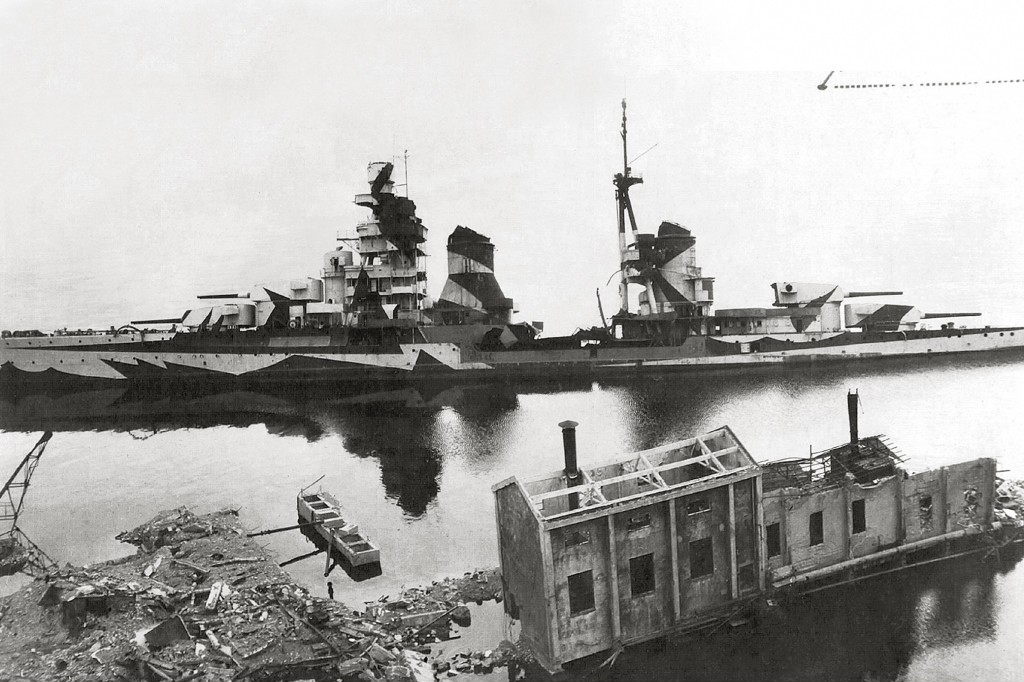
Opuštěný křižník Gorizia na konci války

Během druhé světové války byl křižník zařazen k 1. squadroně 1. divize a účastnil se přibližně 20 akcí. Většinou šlo o doprovod italských nebo německých konvojů do Severní Afriky.
Gorizia se v červenci 1940 účastnil bitvy u Punta Stilo a v listopadu 1940 dále bitvy u mysu Spartivento. V prosinci 1941 bojoval v první bitvě u Syrty, stejně jako druhé bitvy u Syrty v březnu roku následujícího.
Gorizia byl poškozen při bombardování přístavu La Maddalena a proto 10. dubna 1943 odplul k opravám do La Spezie. Po italské kapitulaci 8. září 1943 zde křižník kapituloval Němcům a 26. června 1944 ho potopili italští žabí muži. Později byl vrak sešrotován.